# Amphiacusta cinctipes
Amphiacusta cinctipes är en insektsart som först beskrevs av Walker, F. 1869.  Amphiacusta cinctipes ingår i släktet Amphiacusta och familjen syrsor. Inga underarter finns listade i Catalogue of Life.